# Pastís de Santiago
El pastís de Santiago (en gallec: torta de Santiago) és un pastís tradicional de Galícia, elaborat amb ametlles polvoritzades, sucre i ous. A Espanya es va fer molt coneguda durant el franquisme, quan va ser proposada, com la paella i el gaspatxo, com a unes postres "típiques d'Espanya". Aquests pastissos d'ametlles, amb altres noms, com tortada, pastís d'ametlles, etc. són també molt tradicionals i típiques també a tota la península Ibèrica, a Occitània i gran part de la Mediterrània.